# Біогенні відклади
Біогенні відклади — осадові відклади дна світового океану, утворюються з вцілілих від розчинення і розкладу скелетних і покривних останків, оболонок і ракушок організмів, перш за все мікроорганізмів — планктону. До біогенних відкладів відносять стулки мушель, черепашковий пісок, коралові вапняки, кораловий гравій, пісок, мул, корали. В основному біогенні відклади являють собою органічні мули, що мають різні назви в залежності від домінування в даному відкладі органічного залишку. Виділяють глобігериновий (вапняковий), діатомовий і радіолярієвий (кремнисті) мули.
Біогенні відклади переважають на великих глибинах, в їх складі зазвичай від 60 до 80 відсотків біогенних частин і від 20 до 40 відсотків — мінеральних.